# 譚尚忠
譚尚忠（1724年—1797年），字因夏，又字古愚、薈亭、會文、誨亭、蒼亭，室名紉芳齋。江西建昌府南豐縣（今屬撫州市）人。清朝政治人物。

## 生平
乾隆十六年（1751年）辛未科第三甲第四十三名同進士出身。授戶部額外主事上學習行走。後補戶部廣西司額外主事。乾隆十九年（1754年），補戶部雲南司主事。丁憂去職。乾隆二十二年（1757年）復任戶部雲南司主事。乾隆二十三年（1758年），升江南司員外郎。乾隆二十四年（1759年），升戶部郎中。管理戶部寶泉局。乾隆二十六年（1761年），授山西道監察御史，兼戶部行走。
乾隆二十七年（1762年），升福建興泉永道道員。期間以福建興泉永道兼攝廈門海防同知。乾隆三十年（1765年），任刑部廣西司員外郎。乾隆三十二年（1767年），升授廣東高廉道。乾隆三十五年（1770年），升河南按察使。乾隆三十八年（1773年），改廣東按察使。乾隆四十三年（1778年），復授甘肅按察使，升山西布政使。乾隆四十四年（1779年）護理山西巡撫。乾隆四十六年（1781年），升授山西巡撫，加兵部侍郎銜、右副都御史銜。改安徽巡撫。
為人清儉如同寒士，乾隆四十七年（1782年）因忤逆和珅降授福建按察使。乾隆四十九年（1784年），署理福建布政使，改雲南布政使。乾隆五十一年（1786年），升雲南巡撫加兵部侍郎銜、右副都御史銜，署理雲貴總督。乾隆五十八年（1793年），內授刑部右侍郎。乾隆六十年（1795年）出典湖北鄉試正考官。嘉慶元年（1796年）改吏部右侍郎，兼攝行在刑部印鑰。嘉慶二年（1797年），調吏部左侍郎。卒於任上。

## 家族
子譚光祜。
孫譚祖同。